# Діазотрофи
Діазотро́фи (або азотфіксу́ючі мікроорганізми) — мікроорганізми, які засвоюють атмосферний азот та переводять його в зручнішу для інших організмів форму, таку як аміак. Живуть у ґрунті, деякі форми — в коренях бобових рослин, де утворюють бульбочки. Мають велике значення, оскільки збагачують ґрунт на азот.
На відміну від інших організмів, діазотрофи можуть рости без зовнішніх джерел зв'язаного азоту. Приклади організмів-даізотрофів включають різобії і Frankia (у симбіозі) та Azospirillum (вільно-живучі). Все даізотрофи містять системи нітрогенази з застосуванням іонів заліза та молібдену. Найкраще вивчені системи — системи бактерій Klebsiella pneumoniae і Azotobacter vinlandii, що вивчаються через легкість вирощування та відому генетичну структуру цих організмів.

## Типи діазотрофів
Діазотрофи належать до дуже різних таксономічних груп прокаріотичних мікроорганізмів, здебільшого у домені Бактерії, але також і у домені Археї. Фіксація звичайно не здійснюється, коли доступні інші джерела азоту, і, для багатьох видів, при високому парціальному тиску кисню. Мікроорганізми мають різні способи боротися з виснажливими ефектами кисню на нітрогенази, що можна побачити із переліку приведеного нижче.

### Вільно-живучі діазотрофи
- Анаероби — до цих груп належать обов'язкові анаероби, які не можуть терпіти кисень, навіть якщо вони не фіксують азот. Вони живуть в житлах низьких на за рівнем кисню, наприклад, ґрунтах і перегної. Clostridium — найвідоміший представник цієї групи. Сульфат-відновлюючі бактерії важливі в океанських опадах (наприклад Desulfovibrio), і деякі археї-метаногени фіксують азот в грязях і кишці тварин[1].
- Факультативні анаероби — ці види можуть рости як з киснем, так і без, але вони тільки фіксують азот анаеробно. Часто, вони споживабть кисень так швидко, як він постачається, підтримаючи кількість вільного кисню низькою. Приклади включають Klebsiella pneumoniae, Bacillus polymyxa, Bacillus macerans та Escherichia intermedia[1].
- Аероби — види, що вимагають кисень для росту, хоча їх нітрогеназна активність і ослабляються під дією кисню. Azotobacter vinelandii є найвивченішим з цих організмів. Він використовує дуже високі норми дихання і захисні суміші, щоб запобігти кисневому пошкодженню. Інші види також зменшують рівні кисню таким чином, але з нижчими нормами дихання і нижчою кисневою толерантністю[1].
- Фототрофи — фотосинтезуючі мікроорганізми, які виробляють кисень як побічний продукт фотосинтезу, деякі з яких можуть також фіксувати азот. Це колоніальні бактерії, які мають спеціалізовані клітини — гетероцисти, які не виконують кроків фотосінтезу, що виробляють кисень. Приклади — Anabaena cylindrica і Nostoc commune. Більшість ціанобактерій на мають гетероцистів і можуть фіксувати азот тільки при низькому рівні світла і кисню (наприклад, Plectonema)[1].

### Симбіотичні діазотрофи
- Різобії — представники цієї групи зв'язуються з рослинами родини бобових. Кисень в кореневих вузликах, заселених бактеріями, зв'язується з легемоглобіном і забезпечував в нормі, яка не шкодитиме нітрогеназі[1].
- Frankia — багато менш відоме про ці організми. Вони також посіляються у коріннях і формують вузлико-подібні структури. Frankia формує гетероцисто-подібні структури в цих вузликах, де і відбувається фіксація азоту. Frankias також виробляє гемоглобіни, але їх роль менш встановлена, ніж для Rhizobia. Вони заражають цілий ряд рослин, які спочатку вважалися незв'язаними, (такі як вільха, австралійська сосна, каліфорнійський бузок, болотний мирт, та ін.), хоча сучасна реконструкція філогенезу покриннонасінних показує близьке родство цих рослин і бобових[3][4].
- Ціанобактерії — симбіотичні бактерії існують також і у цієї групі. Деякі мають сибіотичні зв'язки з грибами (як лишаї), з печіночниками, з папоротью і з саговниками. Вони не формують вузлики (більшість цих рослин не має коріння). Гетероцисти ізолюють кисень, як обговорюється вище. Асоціація з папоротью важлива сільського господарства: водна папороть азолла (Azolla), що містить бактерії роду Anabaena, — важливе зелене добриво для культивації рису[1].
- Симбіоти з тваринами — хоча діазотрофи були знайдені в кишках багатьох тварин, там зазвичай присутнє достатньо аміаку, щоб повністю присікти фіксацію азоту. Терміти на низько-азотній дієті дозволяють деяку фіксацію, але внесок цих симбіотів в споживання азоту термітами незначний. Корабельні черв'яки, можливо, є єдиними видами, які отримують істотну кількість азоту від симбіотів свого кишківнику[1].

## Значення
У термінах виробництва азоту, доступного до всіх організмів, симбіотичні асоціації значно перевищують вільно живичі види за винятком ціанобактерій.